# Municipio de Williamsburg (Ohio)
El municipio de Williamsburg (en inglés: Williamsburg Township) es un municipio ubicado en el condado de Clermont en el estado estadounidense de Ohio. En el año 2010 tenía una población de 5746 habitantes y una densidad poblacional de 71,17 personas por km².

## Geografía
El municipio de Williamsburg se encuentra ubicado en las coordenadas 39°2′26″N 84°3′28″O / 39.04056, -84.05778. Según la Oficina del Censo de los Estados Unidos, el municipio tiene una superficie total de 80.74 km², de la cual 77.9 km² corresponden a tierra firme y (3.52%) 2.84 km² es agua.

## Demografía
Según el censo de 2010, había 5746 personas residiendo en el municipio de Williamsburg. La densidad de población era de 71,17 hab./km². De los 5746 habitantes, el municipio de Williamsburg estaba compuesto por el 98.09% blancos, el 0.35% eran afroamericanos, el 0.16% eran amerindios, el 0.17% eran asiáticos, el 0.07% eran isleños del Pacífico, el 0.24% eran de otras razas y el 0.92% pertenecían a dos o más razas. Del total de la población el 0.75% eran hispanos o latinos de cualquier raza.